# Funk rock
Il funk rock è un genere musicale che fonde elementi stilistici della musica rock con quelli del funk.

## Storia del genere
Le sue prime avvisaglie si ebbero alla fine degli anni sessanta, quando Jimi Hendrix fece la sua comparsa, mescolando il rock and roll con il funk, il blues e l'R&B; egli, infatti, sarà l'ispiratore per molti degli artisti che lo seguiranno, e fra l'altro, appunto, del funk rock. Negli anni settanta ci furono altri esperimenti del gruppo rock britannico Trapeze, e degli statunitensi Funkadelic, che proponevano musica funk arricchita da evidenti ispirazioni di rock psichedelico.
All'inizio degli anni ottanta, fu poi ulteriormente sviluppato dai Big Boys. Successivamente, verso la metà di questo decennio si assistette allo sviluppo del funk metal, portato avanti da gruppi come Red Hot Chili Peppers, Fishbone, Primus, Jane's Addiction. Negli anni ottanta si sono sviluppate anche forme del cosiddetto "funk punk", grazie a gruppi come gli Orange Juice.
Ad oggi il gruppo funk rock più famoso è senza dubbio il quartetto californiano dei Red Hot Chili Peppers, che tuttavia ha quasi del tutto abbandonato questo stile dalla fine degli anni novanta, per dedicarsi molto di più all'alternative rock con sfumature pop rock.